# Bundesstraße 36
Pour les articles homonymes, voir B36 et Route 36.
La Bundesstraße 36 (abrégé en B 36) est une Bundesstraße reliant Mannheim à Schwetzingen et Graben à Rastatt.

## Localités traversées
- Mannheim
- Schwetzingen
- discontinuation à cause de déclassements
- Graben-Neudorf
- Karlsruhe
- Rastatt